# Mistrzostwa Europy w Zapasach 1977
32. Mistrzostwa Europy w zapasach odbywały się od 26 do 29 maja 1977 roku w Bursie w Turcji.		

## Styl klasyczny

### Medaliści
| Konkurencja | Złoto                | Srebro               | Brąz                 |
| ----------- | -------------------- | -------------------- | -------------------- |
| -48 kg      | Constantin Alexandru | Anatolij Basin       | Wiesław Kuciński     |
| -52 kg      | Lajos Rácz           | Nicu Gângă           | Kamil Fatkulin       |
| -57 kg      | Pertti Ukkola        | Fargat Mustafin      | Mihai Boțilă         |
| -62 kg      | Ion Păun             | Nelson Dawidian      | László Réczi         |
| -68 kg      | Suren Nałbandian     | Ștefan Rusu          | Erol Mutlu           |
| -74 kg      | Vítězslav Mácha      | Klaus-Peter Göpfert  | Janko Szopow         |
| -82 kg      | Ion Draica           | Sawo Christow        | Anatolij Nazarenko   |
| -90 kg      | Csaba Hegedűs        | Frank Andersson      | Ajrapet Minasjan     |
| -100 kg     | Nikołaj Bałboszyn    | Georgi Rajkow        | Andrzej Skrzydlewski |
| +100 kg     | Nikoła Dinew         | Aleksandr Kołczinski | Victor Dolipschi     |

### Tabela medalowa
| Lp. | Państwo        | Złoto | Srebro | Brąz |
| --- | -------------- | ----- | ------ | ---- |
| 1   | Rumunia        | 3     | 2      | 2    |
| 2   | ZSRR           | 2     | 4      | 3    |
| 3   | Węgry          | 2     | 0      | 1    |
| 4   | Bułgaria       | 1     | 2      | 1    |
| 5   | Czechosłowacja | 1     | 0      | 0    |
| 5   | Finlandia      | 1     | 0      | 0    |
| 7   | Szwecja        | 0     | 1      | 0    |
| 7   | NRD            | 0     | 1      | 0    |
| 9   | Polska         | 0     | 0      | 2    |
| 10  | Turcja         | 0     | 0      | 1    |

## Styl wolny

### Medaliści
| Konkurencja | Złoto               | Srebro              | Brąz                |
| ----------- | ------------------- | ------------------- | ------------------- |
| -48 kg      | Stojan Stojanow     | Siergiej Korniłajew | Gheorghe Rașovan    |
| -52 kg      | Hartmut Reich       | Aleksandr Iwanow    | Władysław Stecyk    |
| -57 kg      | Wiktor Aleksiejew   | Mechmed Sełmanow    | Fevzi Gökdoğan      |
| -62 kg      | Władimir Jumin      | Micho Dukow         | Lajos Sándor        |
| -68 kg      | Shaban Sejdiu       | Mehmet Sarı         | Ichaku Gajdarbiekow |
| -74 kg      | Petru Marta         | Reşit Karabacak     | Cristian Emilian    |
| -82 kg      | Ismaił Abiłow       | Chasan Zangijew     | Jan Górski          |
| -90 kg      | Anatolij Prokopczuk | Szukri Lutwiew      | İsmail Temiz        |
| -100 kg     | Aslanbek Bisultanow | Mehmet Güçlü        | Harald Büttner      |
| +100 kg     | Władimir Parszukow  | Marin Gerczew       | Petr Drozda         |

### Tabela medalowa
| Lp. | Państwo        | Złoto | Srebro | Brąz |
| --- | -------------- | ----- | ------ | ---- |
| 1   | ZSRR           | 6     | 3      | 1    |
| 2   | Bułgaria       | 2     | 4      | 0    |
| 3   | NRD            | 1     | 0      | 1    |
| 4   | Jugosławia     | 1     | 0      | 0    |
| 5   | Turcja         | 0     | 3      | 2    |
| 6   | Rumunia        | 0     | 0      | 3    |
| 7   | Polska         | 0     | 0      | 2    |
| 8   | Czechosłowacja | 0     | 0      | 1    |